# Tomislav Pelin
Tomislav Pelin (Zagreb, 26. ožujka 1981.) je hrvatski nogometaš koji trenutačno igra u slovenskoj Krki. Nogometnu karijeru počeo je u Zagrebu. Igra desnom nogom. Nastupao je za hrvatske mlade reprezentacije. Sa Zagrebom je 2001./2002. osvojio je hrvatsko prvenstvo. S Zimbruom je osvojio moldavski kup. 